# Memories
Memories — сборник Барбры Стрейзанд, выпущенный на лейбле Columbia Records в 1981 году. Помимо ранее изданного материала, в альбом вошли три новые записи. Альбом был сертифицирован как пятикратно платиновый RIAA, достигнув 10-го места в альбомном чарте США. В Великобритании альбом был издан под названием Love Songs и достиг первой строчки альбомного чарта страны, оставаясь на вершине 9 недель. Альбом стал платиновым в Великобритании, и шестикратно платиновым в Австралии. В 1983 году был удостоен награды BRIT Awards за Лучший альбом года.

## Об альбоме
Альбом Memories был создан после того, как у представителей Columbia Records возникла идея о выпуске нового альбома Стрейзанд к праздничному рождественскому сезону. Но так как Стрейзанд была очень занята работой над фильмом «Йентл», у неё не было времени записывать новый альбом. Поэтому было решено выпустить компиляцию под названием Memories с семью уже ранее изданными в предыдущих альбомах песнями, а также тремя новыми — «Memory», «Comin’ In and Out of Your Life» и сольной версией «Lost Inside of You», которая первоначально была выпущена в дуэте с Крисом Кристофферсоном в альбоме A Star is Born.
«Memory» — заглавная песня мюзикла «Кошки» Эндрю Ллойда Уэббера. Ллойд Уэббер был горд работой со Стрейзанд. Они записали «Memory» под аккомпанемент живого оркестра. Он рассказывал: «Мы встретились во время её посещения представления „Кошек“ и решили поработать вместе над некоторыми вещами. Барбра просто невероятна! Я долгое время думал, что она не будет петь с живым оркестром. Без перезаписи, без прочих технических уловок. В условиях, когда есть только артист и оркестр. Она нервничала, но исполнила песню просто безупречно. Это было прекрасное исполнение этой песни». Барбра сняла музыкальное видео «Memory» для промо-кампании альбома, но оно было выпущено только в Великобритании. Клип был очень простым, Барбра исполняла песню перед микрофоном в студии. Для создания меланхоличного настроения, в видео были вставлены отрывки съёмок старого Нью-Йорка и репортажей с новогодних вечеринок. Видео было снято в Лондоне, во время подготовки фильма «Йентл».
Продюсер Барбры, Чарльз Коппелман, познакомил её с Джей Лэндерсом, который был нанят для поиска материала для сборника. Именно он предложил ей песню «Comin’ In And Out Of Your Life», которую обнаружил несколькими месяцами ранее. Автором песни был Бобби Вайтсайд, который позже отмечал: «Барбра хотела внести в песню несколько изменений. Это была пара небольших изменений. Одно или два слова, ничего важного. Но даже в этом случае, она хотела совета, хотела узнать, что я подразумевал под той или иной строкой песни. Я думаю, она звонила мне из Лондона три или четыре раза во время записи».
В альбом вошли как крупные хиты Стрейзанд, такие как «The Way We Were», «Evergreen», «My Heart Belongs to Me», «You Don’t Bring Me Flowers», «No More Tears», так и менее известные альбомные треки — «New York State of Mind», «The Love Inside», «Lost Inside of You». В Великобритании альбом был издан под названием Love Songs и включал дополнительные четыре трека — «Wet», «A Man I Loved», «I Don’t Break Easily», «Kiss Me in the Rain».
Фото для обложки альбома снял Грег Горман. Многочисленные фотографии с этой фотосессии позже появлялись на обложках журналов в рамках промо-кампании альбома.

## Коммерческий успех
Альбом дебютировал в чарте Billboard 200 с 22 места 12 декабря 1981 года, достигнув своей пик-позиции на 10 месте уже спустя две недели. Альбом провёл в чарте 108 недель, 29 января 1982 года был сертифицирован как золотой, а 23 сентября 1998 года — как пятикратно платиновый. В Великобритании альбом Love Songs достиг первого места и продержался на вершине 9 недель, став самым успешным альбомом 1982 года в стране, а Барбра — первой женщиной, достигшей этого.
Первым синглом из альбома стала песня «Comin’ In and Out of Your Life» в ноябре 1981 года. Сингл дебютировал в чарте Billboard Hot 100 с 62 места 14 ноября, достигнув в итоге 11 места и оставаясь в чарте 16 недель. Второй сингл — «Memory» — вышел в феврале 1982 года, однако успеха первого не повторил. Дебютировав в чарте 20 февраля, сингл достиг 52 места и провёл в чарте 7 недель. В Великобритании «Memory» попал в топ-40.

## Список композиций

### Memories
1. «Memory» (Andrew Lloyd Webber, Trevor Nunn) — 3:57
  - Новая запись.
2. «You Don’t Bring Me Flowers» (Marilyn Bergman, Alan Bergman, Neil Diamond) — 3:26
  - Дуэт с Нилом Даймондом. Песня выпущена в альбоме Barbra Streisand's Greatest Hits Vol. 2.
3. «My Heart Belongs to Me» (Alan Gordon) — 3:21
  - Песня выпущена в альбоме Superman.
4. «New York State of Mind» (Billy Joel) — 4:46
  - Песня выпущена в альбоме Superman.
5. «No More Tears (Enough is Enough)» (Paul Jabara, Bruce Roberts) — 4:43
  - Дуэт с Донной Саммер. Оригинальная версия выпущена в альбоме Wet, данная версия выходила только на сингле.
6. «Comin’ In and Out of Your Life» (Richard Parker, Bobby Whiteside) — 4:10
  - Новая запись.
7. «Evergreen (Love Theme from A Star Is Born)» (Barbra Streisand, Paul Williams) — 3:07
  - Песня выпущена в альбоме A Star Is Born.
8. «Lost Inside of You» (Leon Russell, B. Streisand) — 3:59
  - Ранее неизданная версия. Оригинальная дуэтная версия выпущена на альбоме A Star Is Born.
9. «The Love Inside» (Barry Gibb, Maurice Gibb, Robin Gibb, Andy Gibb) — 5:09
  - Песня выпущена в альбоме Guilty.
10. «The Way We Were» (A. Bergman, M. Bergman, Marvin Hamlisch) — 3:31
  - Песня выпущена в альбоме The Way We Were.

### Love Songs
1. «Memory» — 3:57
2. «You Don’t Bring Me Flowers» — 3:26
3. «My Heart Belongs to Me» — 3:21
4. «Wet» (Sue Sheridan, B. Streisand, David Wolfert) — 4:43
  - Песня выпущена в Wet.
5. «New York State of Mind» — 4:46
6. «Man I Love» (Nikki Oosterveen, George Michalski) — 4:02
  - Песня выпущена в альбоме Songbird.
7. «No More Tears (Enough is Enough)» — 4:43
8. «Comin' In and Out of Your Life» — 4:10
9. «Evergreen (Love Theme from A Star Is Born)» — 3:07
10. «I Don’t Break Easily» (B. Roberts) — 4:43
  - Песня выпущена в альбоме Songbird.
11. «Kiss Me In The Rain» (Santo «Sandy» Farina, Lisa Ratner) — 4:20
  - Песня выпущена в альбоме Wet.
12. «Lost Inside of You» — 3:59
13. «The Love Inside» — 5:09
14. «The Way We Were» — 3:31